# Design UAP
Departamentul Design U.A.P., sau pe scurt Design UAP, este o filială a Uniunii Artiștilor Plastici din România.
Design UAP este o organizație profesională reprezentativă a industriei de design din România ce reprezintă interesele legitime ale membrilor săi, designerilor absolvenți cu diploma ai unei forme acreditate de învățământ superior.

## Scurt istoric
- 1979 - Departament Design UAP a fost înființat ca structură organizatorică a profesiei de designer care reunește profesioniști din toata țara, membri ai Uniunii Artiștilor Plastici din România, la inițiativa designerului Dinu Marinescu, a cadrelor didactice ale catedrei din București și cu susținerea Vicepreședintelui UAP Viorel Mărginean. Constituirea s-a făcut în coordonarea Rectorului Institutului de Arte Plastice „Nicolae Grigorescu” (Universitatea Națională de Arte din București), Vasile Drăguț.
- 1980 - Departament Design UAP devine membru asociat al International Council Societies of Industrial Design (ICSID).
- 1985 - Departament Design UAP a fost primit membru al ICSID (International Council Societies of Industrial Design) sub denumirea de DEPARTAMENT DESIGN UAP România (DD-RAU) și participa ca membru asociat și în celelalte două structuri profesionale mondiale, ICOGRADA (graphic design) și IFI (design ambiental).
- 1990 - are loc Salonul Național de Design, Sala Dalles, București. Conferințe ale designerilor împreuna cu profesori și studenți de la departamentul Marketing de la Academia de Studii Economice.
- 1993 - Departamentul Design participă împreună cu OSIM la pregatirea legilor privind protecția designului. Este aprobata [1] Legea Protectiei Proprietatii Intelectuale, eveniment marcat printr-o expoziție națională de design reprezentativă (Salonul Național de Design) și un simpozion (Simpozion OSIM), la Artexpo, sub patronajul Presedintelui României.
- 1998 - Pavilionul de Design al Romaniei de la Seoul – DESIGN din Romania, expoziție Internațională organizată sub egida Congresului Internațional de Design al Internațional Council Societies of Industrial Design.
- 1999 - Nouă designeri români au sunt cooptați membri „Roster of Experts” ai ICSID, în aceasta calitate făcând parte din grupuri de lucru și ca membri în jurii internaționale de design.
- 2004 - se organizează anual DESIGN R, serie de expoziții și simpozioane de design, în galeriile UAP și în alte spații expoziționale
- 2006 - Reuniunea designerilor din Romania cu tematica Design-industrie si Design-invatamant, la sediul UAP, București.
- 2010 - 2020 - Departamentul Design organizează expoziții și comunicări la [Galeria 15 Design] a UAP, Hanul cu Tei, București